# كارول دونهام
كارول دونهام (بالإنجليزية: Carroll Dunham)‏ هو رسام أمريكي، ولد في 5 نوفمبر 1949 في نيو هيفن في الولايات المتحدة.